# Mike Rucinski (Eishockeyspieler, 1963)
Michael S. „Mike“ Rucinski (* 12. Dezember 1963 in Wheeling, Illinois) ist ein ehemaliger US-amerikanischer Eishockeyspieler, der im Verlauf seiner aktiven Karriere zwischen 1983 und 1990 unter anderem 279 Spiele in der International Hockey League (IHL) auf der Position des Centers bestritten hat. Dort gewann er sowohl mit den Salt Lake Golden Eagles als auch Indianapolis Ice den Turner Cup. Zudem absolvierte Rucinski insgesamt drei Partien für die Chicago Blackhawks in der National Hockey League (NHL).

## Karriere
Rucinski besuchte zwischen 1983 und 1986 die University of Illinois at Chicago, wo er parallel zu seinem Studium für die Universitätsmannschaft in der Central Collegiate Hockey Association (CCHA), einer Division im Spielbetrieb der National Collegiate Athletic Association (NCAA), dem Eishockeysport nachging. Während seiner drei Jahre an der Universität bestritt der Stürmer insgesamt 110 Spiele, in denen er 151 Scorerpunkte sammelte.
Im August 1986 wurde der ungedraftete Rucinski als Free Agent für ein Jahr von den Calgary Flames aus der National Hockey League (NHL) unter Vertrag genommen. Im Verlauf der Saison 1986/87 setzten die Flames den US-Amerikaner jedoch ausschließlich in ihren Farmteams, den Moncton Golden Flames in der American Hockey League (AHL) und den Salt Lake Golden Eagles in der International Hockey League (IHL), ein. Mit den Golden Eagles gewann er am Saisonende den Turner Cup. Die Calgary Flames verlängerten den auslaufenden Vertrag Rucinskis jedoch nicht, sodass dieser im Juli 1987 – abermals als Free Agent – in die Organisation der Chicago Blackhawks wechselte. Dort kam er in den folgenden beiden Spielzeiten hauptsächlich beim IHL-Kooperationspartner Saginaw Hawks zu Einsätzen. Allerdings war er in diesem Zeitraum auch dreimal in der NHL für die Blackhawks selbst aktiv – davon allein zweimal im Verlauf der Stanley-Cup-Playoffs 1988.
Nachdem Rucinski die Spielzeit 1989/90 komplett bei den Indianapolis Ice in der IHL verbracht und zum zweiten Mal in seiner Karriere den Turner Cup gewinnen hatte, beendete er im Sommer 1990 im Alter von 26 Jahren seine aktive Laufbahn vorzeitig. Im Jahr 2013 wurde er in die  Illinois Hockey Hall of Fame aufgenommen.

## Erfolge und Auszeichnungen
- 1987 Turner-Cup-Gewinn mit den Salt Lake Golden Eagles
- 1990 Turner-Cup-Gewinn mit den Indianapolis Ice
- 2013 Aufnahme in die Illinois Hockey Hall of Fame

## Karrierestatistik
(Legende zur Spielerstatistik: Sp oder GP = absolvierte Spiele; T oder G = erzielte Tore; V oder A = erzielte Assists; Pkt oder Pts = erzielte Scorerpunkte; SM oder PIM = erhaltene Strafminuten; +/− = Plus/Minus-Bilanz; PP = erzielte Überzahltore; SH = erzielte Unterzahltore; GW = erzielte Siegtore; 1 Play-downs/Relegation; Kursiv: Statistik nicht vollständig)